# ぷらナビ+
『ぷらナビ+』（ぷらナビ）は、2011年4月9日から鹿児島放送（KKB）で放送されている生活情報番組である。

## 概要
2011年3月に終了した『口コミTVマミーズクラブ』の後継番組。オープニングには、季節をイメージしたアニメーションが加えられることがあった。

## 放送時間
- 土曜 09:45 - 10:45 （2011年4月9日 - 2011年9月24日）
- 土曜 10:15 - 11:15 （2011年10月1日 - 2013年3月30日） - 『渡辺篤史の建もの探訪』との枠交換によって30分繰り下げ。
- 土曜 09:45 - 10:30 （2013年4月6日以降） - 『渡辺篤史の建もの探訪』の放送曜日変更に伴い、再び土曜9:45枠で放送。ただし、放送枠は15分縮小した。
  - 2017年10月7日から、系列キー局テレビ朝日では『題名のない音楽会』（テレビ朝日制作）を本番組放送時間帯の一部である土曜10:00 - 10:30に枠移動することが決まったが、鹿児島放送では先行ネットでの放送に変更となるため[1][2]、本番組に影響はない。
- 土曜　9:30 - 10:15

## オープニング

### テーマソング
- 放送開始 - 不明
- 2015年4月 - かごしまラプソディ(宮井紀行)

### オープニングCG
- 放送開始 - テロップアニメーション
- 2015年4月 - フルCG

## 出演者

### MC
- 西田淳裕 - （キンボシ、スペシャルMC、2017年10月から出演）
- 平手志歩（4代目MC、KKBアナウンサー）
- パイナップルつばさ（2代目MC、2代目鹿児島住みます芸人、2018年3月までコンビ「突撃パイナップル」で出演）

### リポーター
- 米田翔太
- 森奈々恵

## 過去の出演者
- 梶尾みどり （初代MC、元KKBアナウンサー・初回から2016年7月30日まで出演）
- 塚越礼奈 （2代目MC、元KKBアナウンサー・2016年10月から2018年3月31日まで出演）
- 鹿野未涼（3代目MC、KKBアナウンサー、2018年4月から出演）
- ハル（初代MC、2017年9月まで出演）
- 田中早苗（KKBアナウンサー）
- 中西可奈 （元KKBアナウンサー）
- 福田大二朗（KKBアナウンサー）
- ビューティーメーカー - （不定期出演、初代鹿児島住みます芸人）。
- 突撃パイナップル 楠（2代目鹿児島住みます芸人、2018年3月までコンビで出演。）
- 安藤菜夏(2017年9月まで出演）
- ほか

## コーナー

### 現在のコーナー
- かごしまご長寿店
- ぷらっと
- 推しえて！
- つばさのウクレレ紀行
- ニューオープン
- かごしま開店物語
- やる気マンマンハンズマン
- 天気予報

### 過去のコーナー
- ニュース
- ナビっど
- さなえがキョロリ - 中継コーナー。
- ぷぷぷぷぷランキング
- イベントコーナー - イベント告知
- ポスター貼りま～す!!
  - グルメコーナー、グルメリポート終了後に番組のポスターを貼ってもらう。
- 写メって!ぷらイスダウン
  - 鹿児島のグルメや商品が画面上に出てくるクーポン画面を写真に撮りクーポンとして使えるコーナー